# Гилберт де Клер, 1-й граф Хартфорд
Гилберт Фиц-Ричард де Клер (англ. Gilbert FitzRichard de Clare; до 1115 — 1153) — англонормандский аристократ из старшей линии дома де Клер, 1/2-й граф Хартфорд с 1138 года и 4-й лорд Клер с 1136, участник гражданской войны в Англии в 1135—1154 годов. В некоторых источниках упоминается как граф де Клер.

## Биография
Гилберт был старшим сыном Ричарда де Клера и Аделизы Честерской, дочери Ранульфа ле Мешена, 1-го графа Честера. В 1136 году Ричард де Клер был убит во время восстания в Уэльсе против англонормандской власти. В результате восстания владения де Клеров в Кередигионе, за исключением замка Кардиган, были потеряны.
В период гражданской войны в Англии в 1135—1154 годах Гилберт де Клер выступил на стороне короля Стефана Блуаского, чья поддержка была ему необходима для отвоевания земель в Уэльсе. В 1138 году король пожаловал Гилберту титул графа Хартфорда. Согласно семейным преданиям де Клеров, однако, пожалование титула произошло раньше — в 1135 году его получил отец Гилберта. Опираясь на эту традицию, Гилберт, соответственно, считался 2-м графом Хартфорд. Претензии на более раннюю креацию титула объяснялись, вероятно, стремлением старшей линии де Клеров обеспечить своё превосходство над младшей, представитель которой в 1138 году, возможно несколько ранее, чем Гилберт Фиц-Ричард, получил титул графа Пембрука.
В лагере Стефана Блуаского Гилберт де Клер, однако, оставался, по-видимому, лишь до 1140 года, после чего, вследом за Ранульфом де Жерноном перешёл на сторону императрицы Матильды. Известно, что в 1145 году Гилберт де Клер был заложником у короля в обеспечение лояльности Ранульфа де Жернона. В 1146 году Гилберт присоединился к мятежу Ранульфа, но был пленён королём и для своего освобождения сдал свои замки.
Согласно анналам аббатства Тьюксбери и сообщению Роберта де Ториньи Гилберт де Клер умер в 1153 году. Он не был женат и детей не имел. В качестве графа Хартфорда, лорда Клера и Тонбриджа Гилберту наследовал его брат Роджер.